# Natalia Bamber
Pour les articles homonymes, voir Bamber.
Natalia Bamber est une ancienne joueuse de volley-ball polonaise née le 24 février 1982 à Sulechów. Elle mesure 1,86 m et jouait au poste d'attaquante. Elle a totalisé 65 sélections en équipe de Pologne.

## Clubs
| Club                | De        | À         |
| ------------------- | --------- | --------- |
| Gwardia Wrocław     |           | 2004-2005 |
| Muszynianka Muszyna | 2005-2006 | 2006-2007 |
| BKS Bielsko-Biała   | 2007-2008 | 2015-2016 |

## Palmarès

### Équipe nationale
- Championnat d'Europe
  - Vainqueur : 2005.
- Championnat d'Europe des moins de 18 ans
  - Vainqueur : 1999.

### Clubs
- Championnat de Pologne
  - Vainqueur : 2006, 2010.
  - Finaliste : 2009.
- Coupe de Pologne
  - Vainqueur : 2009.
- Supercoupe de Pologne
  - Vainqueur : 2010.